# Henotesia mabillei
Henotesia mabillei är en fjärilsart som beskrevs av Butler 1879. Henotesia mabillei ingår i släktet Henotesia och familjen praktfjärilar. Inga underarter finns listade i Catalogue of Life.